# Banda (Niari)
Banda es una localidad de la República del Congo, constituida administrativamente como un distrito del departamento de Niari en el suroeste del país.
En 2011, el distrito tenía una población de 6910 habitantes, de los cuales 3464 eran hombres y 3446 eran mujeres.
Los balumbus son el grupo étnico mayoritario en esta zona.
Se ubica en la esquina suroriental del departamento, unos 100 km al sureste de Dolisie, junto al límite con el vecino departamento de Bouenza.